# Dasyhelea pallidihalter
Dasyhelea pallidihalter är en tvåvingeart som beskrevs av Carter, Ingram och John William Scott Macfie 1921. Dasyhelea pallidihalter ingår i släktet Dasyhelea och familjen svidknott. Inga underarter finns listade i Catalogue of Life.